# Pierścieniak zielononiebieski

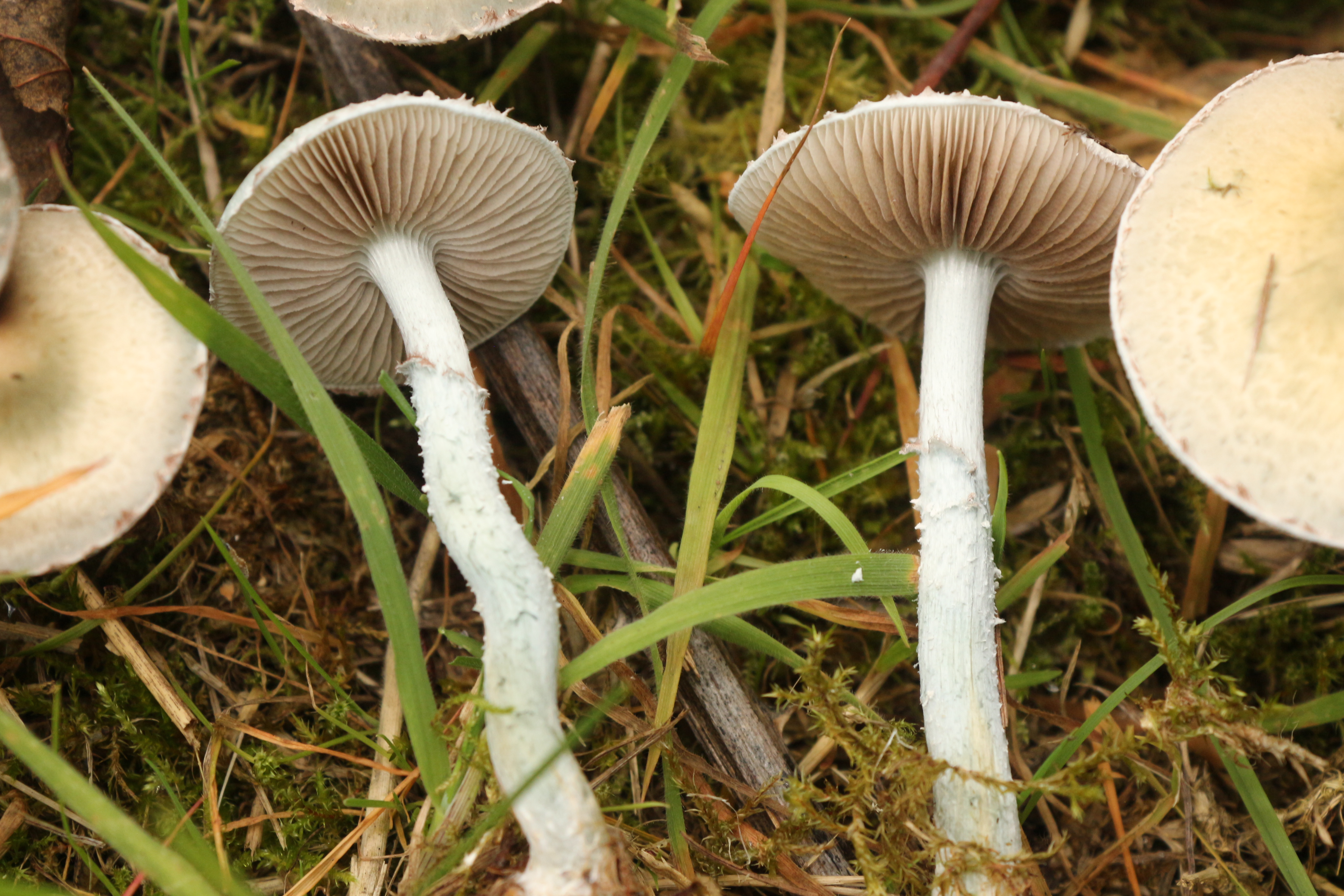

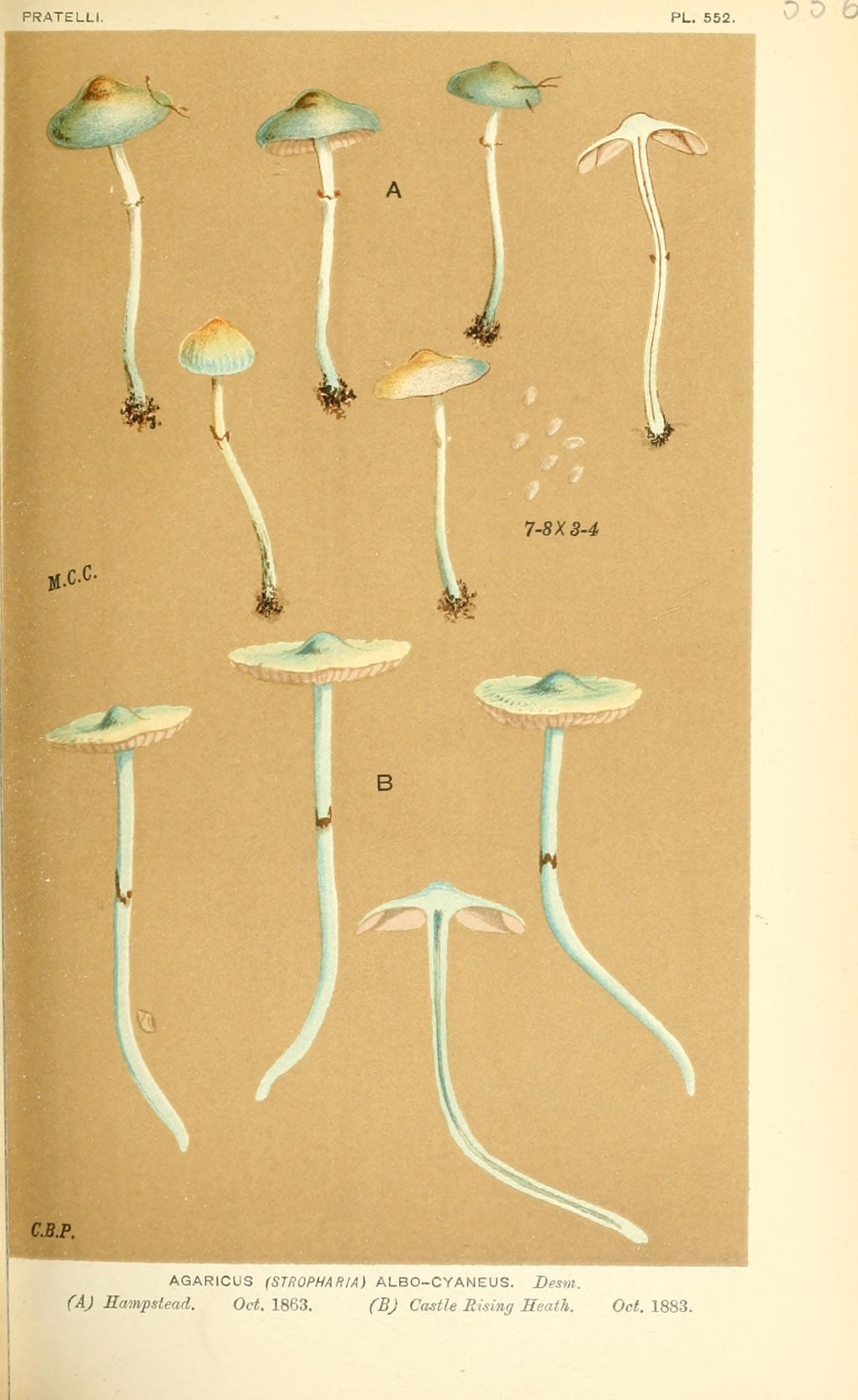

Pierścieniak zielononiebieski, łysiczka zielononiebieska (Stropharia pseudocyanea (Desm.) Morgan) – gatunek grzybów z rodziny pierścieniakowatych (Strophariaceae).

## Systematyka i nazewnictwo
Pozycja w klasyfikacji według Index Fungorum: Stropharia, Strophariaceae, Agaricales, Agaricomycetidae, Agaricomycetes, Agaricomycotina, Basidiomycota, Fungii.
Po raz pierwszy takson ten zdiagnozował w 1823 r. Jean Baptiste Henri Joseph Desmazières nadając mu nazwę Agaricus pseudocyaneus. Obecną, uznaną przez Index Fungorum nazwę nadał mu w 1908 r. Andrew Price Morgan.
Ma 16 synonimów. Niektóre z nich:
- Psilocybe pseudocyanea (Desm.) Noordel. 1995
- Psilocybe melanosperma (Bull.) Noordel. 1995
- Stropharia ochrocyanea Bon, 1972
- Stropharia procera (Kreisel) Contu 2000
- Stropharia pseudocyanea var. ochrocyanea (Bon) P. Roux, 2008

Władysław Wojewoda w 2003 r. zaproponował polską nazwę łysiczka zielononiebieska dla naukowej nazwy Psilocybe pseudocyanea. Jest ona niespójna z obecną nazwą naukową. Nazwa pierścieniak zielononiebieski znajduje się w internetowym atlasie grzybów.

## Morfologia
Kapelusz
Średnica 1–3 cm, początkowo stożkowato wypukły, potem prawie płaski z garbkiem. Powierzchnia lepka, biaława z błękitnymi do niebieskawozielonych odcieniami, z czasem blaknie do słomkowego lub kremowego. Skórka żelatynowata, błoniasta. Brzeg z resztkami częściowej osłony.
Blaszki
Przyrośnięte, o barwie od bladopłowej do purpurowej. Ostrza ząbkowane.
Trzon
Wysokość 3,5–7 cm, grubość 2–5 mm, walcowaty, często wygięty, miękki, łatwo łamliwy. Powierzchnia niebieskawo zielona, błękitnoniebieska do słomkowej, kłaczkowato oszroniona, szczególnie przy wierzchołku. Pierścień błoniasty, z czasem pozostaje po nim tylko strefa pierścieniowa.
Miąższ
Miąższ niebieskawo zielony, blaknący do błękitnego, po czym blado niebieskawozielony i ostatecznie słomkowy.

## Występowanie i siedlisko
Znane jest występowanie pierścieniaka zielononiebieskiego w Europie, Ameryce Północnej i na Nowej Zelandii. W zestawieniu wielkoowocnikowych grzybów podstawkowych Polski W. Wojewoda w 2003 r. przytoczył 7 stanowisk. Bardziej aktualne stanowiska podaje internetowy atlas grzybów. Znajduje się na Czerwonej liście roślin i grzybów Polski. Ma status R – gatunek potencjalnie zagrożony z powodu ograniczonego zasięgu geograficznego i małych obszarów siedliskowych.
Naziemny grzyb saprotroficzny. Występuje w lasach, na polanach i pastwiskach. Owocniki tworzy zazwyczaj od sierpnia do października.